# Muskovit
Muskovit, KAl2(AlSi3O10)(F,OH)2, kaldes også kaliglimmer, og er en lys glimmer i glimmergruppen. Muskovit er et glinsende mineral, der danner tætte aggregater. Det er et meget udbredt mineral, og udvindes fra de stenarter, der blev dannet ved siden af magmaen. Muskovit er tidligere blevet udvundet i bl.a. Norge. Det fremstilles også kunstigt. Tidligere blev det brugt som vinduesglas, blandt andet i ovne, da det tåler høj varme. I dag anvendes det i en række produkter som elektrisk isolering, kosmetik, maling, plast og bygningsplader.
Navnet muskovit kommer fra engelsk og det latinske ordet Muskovia, som er et ældre navn for storfyrstedømmet Moskva, hvor mineralet blev anvendt som vinduesglas.

## Eksterne links
- Wikimedia Commons har flere filer relateret til Muskovit